# BK Весов
BK Весов (лат. BK Librae) — одиночная переменная звезда в созвездии Весов на расстоянии (вычисленном из значения параллакса) приблизительно 156806 световых лет (около 48077 парсеков) от Солнца. Видимая звёздная величина звезды — от +16,2m до +14,8m.

## Характеристики
BK Весов — пульсирующая переменная звезда типа RR Лиры (RRAB).